# Sirous Dinmohammadi
Sirous Dinmohammadi, född 2 juli 1970 i Tabriz, är en iransk fotbollstränare och före detta spelare. Under sin aktiva karriär spelade Dinmohammadi bland annat för Esteghlal och 1. FSV Mainz 05. För Irans landslag gjorde han 43 landskamper och var med i VM 1998.

## Meriter
Esteghlal
- Iran Pro League: 2001
- Hazfi Cup: 2002